# Eastern Kings
Eastern Kings é um município rural canadense localizado no Condado de Kings, na Ilha do Príncipe Eduardo. A população no censo de 2016 era de apenas 709 pessoas.